# 烤全羊

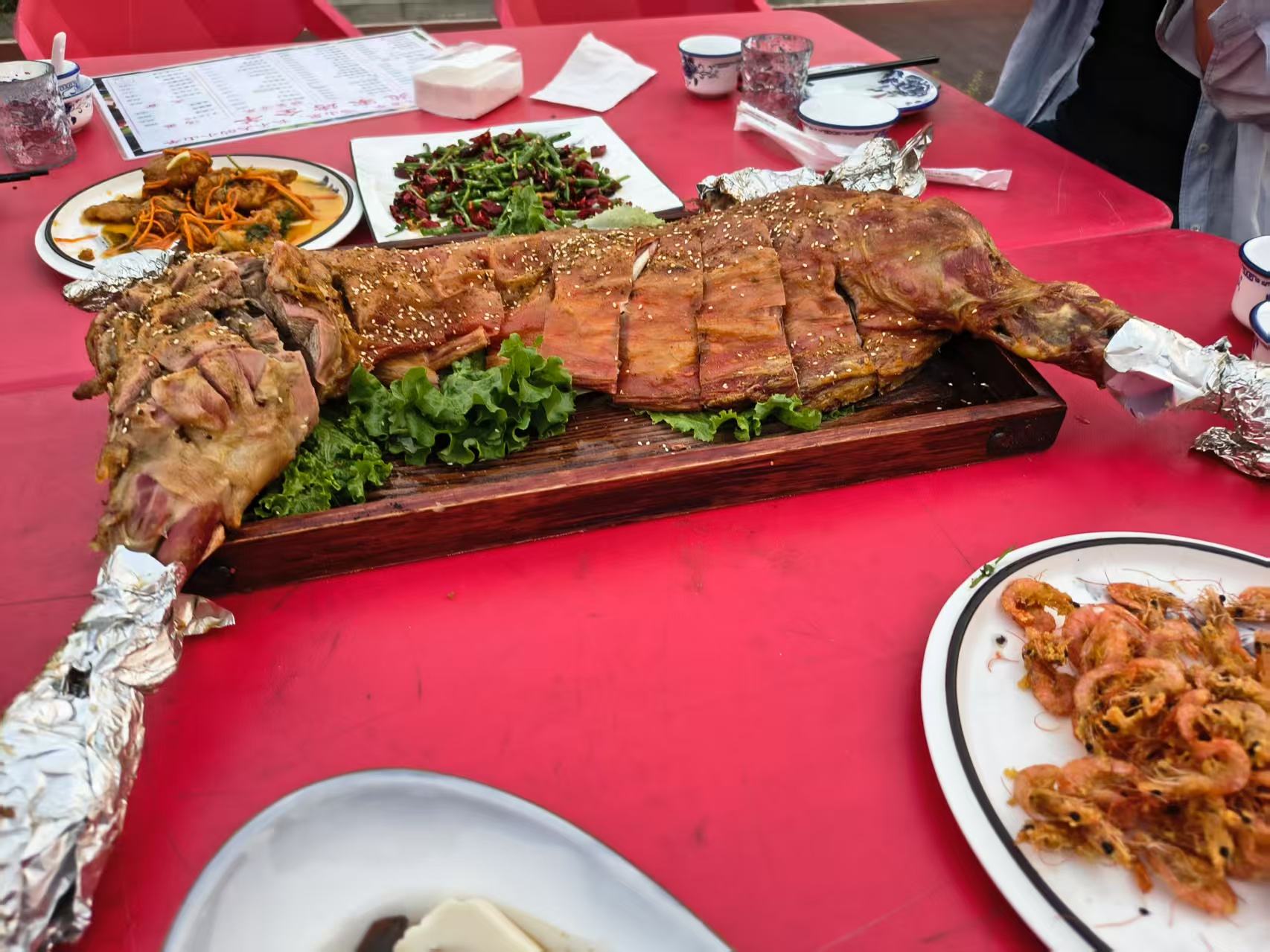

烤全羊（子羊の丸焼き）は中国西北部の伝統料理、丸一匹の羊を処理し、毛や内蔵を除いたら火で丸焼きをして、一匹の羊のまま出される豪華な料理である。胡椒などの香辛料を使い、油が多いため、独特な香りがある。大人数宴会で食べる料理として有名。また、丸一匹を食べられない場合、焼いた羊のパーツを分割して販売する店もある。